# Mouhcine Bouriga
Mouhcine Bouriga (14 gennaio 2000) è un calciatore marocchino, attaccante del Sion.

## Carriera
Bouriga è cresciuto nel settore giovanile del Renaissance Zemamra ed ha debuttato in prima squadra il 13 marzo 2021 nell'incontro di Botola 1 Pro perso 2-1 contro l'Olympique Safi. Dopo la retrocessione del club biancoblu in Botola 2 è rimasto per una stagione e mezza, per poi passare a titolo definitivo al Maghreb Fès nel gennaio del 2023. Ha segnato il suo primo gol in prima divisione il 12 marzo seguente nel successo per 3-1 contro il Difaâ El Jadida. Nella stagione 2023-2024 si è classificato terzo nella classifica marcatori della competizione, con 12 reti segnate in 29 presenze.
Il 7 settembre 2024 ha firmato un triennale con il Sion.

## Statistiche

### Presenze e reti nei club
Statistiche aggiornate all'8 settembre 2024.
| Stagione                   | Squadra                    | Campionato                 | Campionato | Campionato | Coppe nazionali | Coppe nazionali | Coppe nazionali | Coppe continentali | Coppe continentali | Coppe continentali | Altre coppe | Altre coppe | Altre coppe | Totale | Totale | Totale |
| Stagione                   | Squadra                    | Comp                       | Pres       | Reti       | Comp            | Pres            | Reti            | Comp               | Pres               | Reti               | Comp        | Pres        | Reti        | Pres   | Reti   |        |
| -------------------------- | -------------------------- | -------------------------- | ---------- | ---------- | --------------- | --------------- | --------------- | ------------------ | ------------------ | ------------------ | ----------- | ----------- | ----------- | ------ | ------ | ------ |
| 2020-2021                  | Renaissance Zemamra        | B1                         | 7          | 0          | CM              | 0               | 0               | -                  | -                  | -                  | -           | -           | -           | 7      | 0      |        |
| 2021-2022                  | Renaissance Zemamra        | B2                         | ?          | ?          | CM              | 0               | 0               | -                  | -                  | -                  | -           | -           | -           | ?      | ?      |        |
| 2022-gen. 2023             | Renaissance Zemamra        | B2                         | ?          | ?          | CM              | 0               | 0               | -                  | -                  | -                  | -           | -           | -           | ?      | ?      |        |
| Totale Renaissance Zemamra | Totale Renaissance Zemamra | Totale Renaissance Zemamra | 7+         | 0+         |                 | 0               | 0               |                    | -                  | -                  |             | -           | -           | 7+     | 0+     |        |
| gen.-giu. 2023             | Maghreb Fès                | B1                         | 10         | 1          | CM              | 0               | 0               | -                  | -                  | -                  | -           | -           | -           | 10     | 1      |        |
| 2023-2024                  | Maghreb Fès                | B1                         | 29         | 12         | CM              | 4               | 2               | -                  | -                  | -                  | -           | -           | -           | 33     | 14     |        |
| ago. 2024                  | Maghreb Fès                | B1                         | 1          | 0          | CM              | 0               | 0               | -                  | -                  | -                  | -           | -           | -           | 1      | 0      |        |
| Totale Maghreb Fès         | Totale Maghreb Fès         | Totale Maghreb Fès         | 40         | 13         |                 | 4               | 2               |                    | -                  | -                  |             | -           | -           | 44     | 15     |        |
| 2024-2025                  | Sion                       | SL                         | 0          | 0          | CS              | 0               | 0               | -                  | -                  | -                  | -           | -           | -           | 0      | 0      |        |
| Totale carriera            | Totale carriera            | Totale carriera            | 47+        | 13+        |                 | 4               | 2               |                    | -                  | -                  |             | -           | -           | 51+    | 15+    |        |